# Robert Porrett
Robert Porrett (* 22. September 1783 in London; † 25. November 1868 ebenda) war ein britischer Chemiker.
Porretts Vater verwaltete die Waffen- und Munitionskammern im Londoner Tower und Robert Porrett trat in seine Fußstapfen. 1795 wurde er fest angestellt und später Leiter der Abteilung. 1850 ging er in Pension.
Nebenbei unternahm er chemische Experimente. 1808/09 stellte er durch Umsetzung von Preußischblau mit Kaliumsulfid Thiocyansäure her. Er erkannte ihre Zusammensetzung aus Blausäure und Schwefel, die genaue Zusammensetzung fand erst 1820 Jöns Jacob Berzelius. 1814 stellte er Hexacyanoeisensäuren her.
1816 entdeckte er unabhängig von Ferdinand Friedrich von Reuß die Elektroosmose.